# Petar Radaković
Petar Radaković (ur. 22 lutego 1937 w Rijece, zm. 1 listopada 1966) – jugosłowiański piłkarz występujący podczas kariery zawodniczej na pozycji pomocnika w klubie HNK Rijeka i reprezentacji Jugosławii. Uczestnik Mistrzostw Świata 1962.
W reprezentacji zadebiutował 18 czerwca 1961 roku w meczu z Marokiem (3:2).